# Уругвай на летних Олимпийских играх 1928
Уругвай принимал участие в Летних Олимпийских играх 1928 года в Амстердаме (Северная Голландия, Нидерланды) во второй раз за свою историю, и завоевал одну золотую медаль.
Сборная по футболу второй раз подряд выиграла золото Олимпийских игр. На сей раз в финале им противостояли самые принципиальные соперники — впервые участвовавшая в Олимпиаде аргентинская команда. Для определения чемпиона потребовалось провести два финальных матча. В результате Уругвай вновь стал лучшей командой мира.
Многие из олимпийских героев 1924 и 1928 годов впоследствии станут первыми чемпионами мира 1930 года. ФИФА признаёт Олимпийские игры 1924 и 1928 годов прототипами своих чемпионатов мира, называя их «Любительскими чемпионатами мира ФИФА». С 1970-х годов ФИФА официально разрешила Ассоциации футбола Уругвая использовать над своей эмблемой не 2 (число побед сборной в Кубках Мира), а 4 звезды, приравняв, тем самым, победы в Олимпиадах 1924 и 1928 к победам на чемпионатах мира.

## Золото
- Футбол, мужчины.